# Scaevola attenuata
Scaevola attenuata är en tvåhjärtbladig växtart som beskrevs av Robert Brown. Scaevola attenuata ingår i släktet Scaevola och familjen Goodeniaceae. Inga underarter finns listade i Catalogue of Life.